# Протоцератиды
Протоцератиды
(лат. Protoceratidae) — семейство вымерших североамериканских млекопитающих из отряда парнокопытных. Жили в эоцене — плиоцене (46,2—4,9 млн лет назад).

## Описание
Протоцератиды, видимо, напоминали оленей, хотя и не состояли с ними в близком родстве. Длина их тела составляла от 1 до 2 м, примерно от размеров косули до вапити. Их зубы напоминали зубы современных оленей и полорогих. Предполагается, что они питались жесткими травами и имели сложные желудки. Считается, что по крайней мере некоторые виды жили стадами.
Рога — самая оригинальная особенность Protoceratidae. Кроме пары обычных для жвачных рогов, у них были дополнительные рога на носу. Эти рога либо парные, как у Syndyoceras, либо представляют собой один рог, раздваивающийся ближе к концу, как в Synthetoceras. Рога, вероятно, были покрыты кожей, так же, как оссиконы жирафов. Самки были либо безрогими, либо имели гораздо меньшие рога, чем самцы. Это значит что рога, видимо, служили для привлечения самок или демонстрационного поведения самцов. У поздних форм, рога были достаточно велики, чтобы самцы могли ими бодаться, как современные олени.

## Систематика
Семейство протоцератид выделено Чарлзом Маршем в 1891 году на основе типового рода Protoceras и помещено в отряд парнокопытных. Положение семейства в филогенетическом древе отряда дискуссионно: разные систематики помещали его в инфраотряд Pecora (Cook в 1934 году); в подотряд жвачных (Ruminantia) (Thurmond и Jones в 1981 году); в подотряд мозоленогих (Tylopoda) (Carroll в 1988 году и Webb с коллегами в 2003 году); в отряд парнокопытных (Hulbert и Whitmore в 2006 году, а также Prothero и Ludtke в 2007 году), пока в 2009 году Spaulding, O'Leary и Gatesy его вместе со жвачными не выделили в кладу Ruminantiamorpha.

## Классификация
По данным сайта Fossilworks, на ноябрь 2016 года к семейству относят следующие вымершие таксоны до рода включительно:
- Роды incertae sedis
  - Heteromeryx
  - Leptoreodon
  - Leptotragulus
  - Poabromylus
  - Toromeryx
  - Trigenicus
- Подсемейство Protoceratinae
  - Paratoceras
  - Protoceras
- Подсемейство Synthetoceratinae
  - Триба Kyptoceratini
    - Kyptoceras
    - Syndyoceras

  - Триба Synthetoceratini
    - Lambdoceras
    - Prosynthetoceras
    - Synthetoceras